# Cosmos : Une odyssée à travers l'univers
Pour les articles homonymes, voir Cosmos.

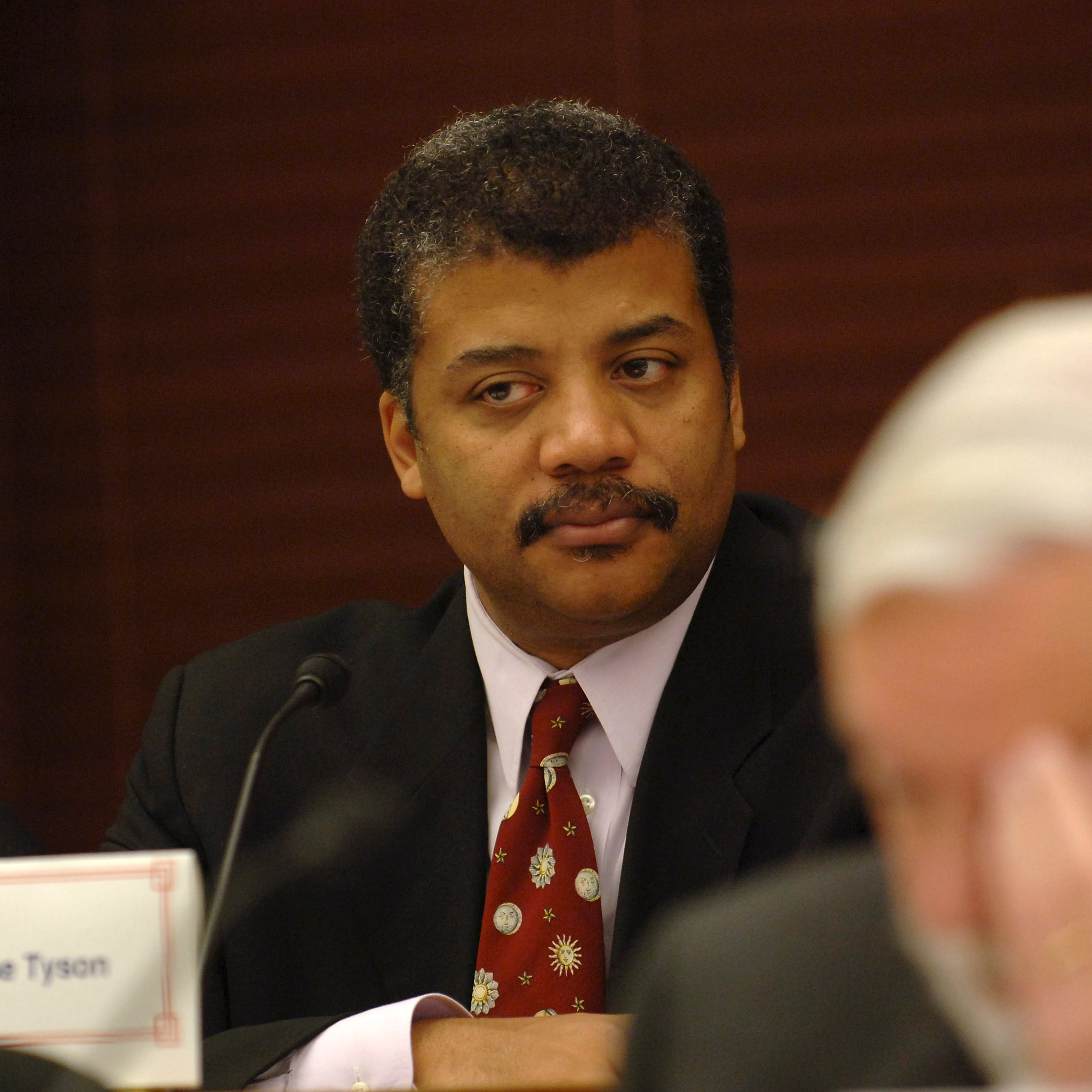
L'astrophysicien Neil deGrasse Tyson, animateur de la série.

Cosmos : Une odyssée à travers l'univers (titre original américain : Cosmos: A Spacetime Odyssey) est une série télévisée documentaire américaine animée par Neil deGrasse Tyson. Il s'agit de la suite de la série des années 1980 Cosmos: A Personal Voyage, animée par Carl Sagan. Elle est produite par Seth MacFarlane et Ann Druyan, veuve de Sagan,.
La série a commencé à être diffusée à partir du 9 mars 2014 simultanément sur 10 chaînes de la 21st Century Fox, dont Fox, FX, FXX, FXM, Fox Sports 1, Fox Sports 2, National Geographic Channel, Nat Geo Wild et Fox Life. Selon Fox Networks, ce type de lancement est une première. Le reste de la série sera diffusé sur Fox et, en version augmentée le lendemain, sur Nat Geo. Au Canada, le premier épisode a été diffusé en simultané sur Global, National Geographic Channel et Nat Geo Wild. Le reste de la série est diffusé en simultané sur Global et rediffusé le lendemain sur Nat Geo. La bande sonore de la série a été composée par Alan Silvestri.

## Historique
La série originale en 13 épisodes Cosmos: A Personal Voyage, animée par Carl Sagan, a été diffusée pour la première fois en 1980 à PBS et est demeurée l'émission la mieux cotée du réseau jusqu'à The Civil War (1990). Cosmos a eu une influence marquante, ayant été visionnée par au moins 400 millions de personnes dans 60 pays. David Itzkoff (en), du New York Times, l'a décrite comme « un tournant dans l'histoire de la télévision scientifique,. »
Après la mort de Sagan, en 1996, sa veuve Ann Druyan, co-créatrice de Cosmos, ainsi que Tyson et d'autres, planifient une nouvelle version de la série visant à atteindre un public le plus large possible (et pas seulement les amateurs de sciences). Ils travaillent pendant des années pour convaincre des réseaux de télévision d'adhérer au projet.

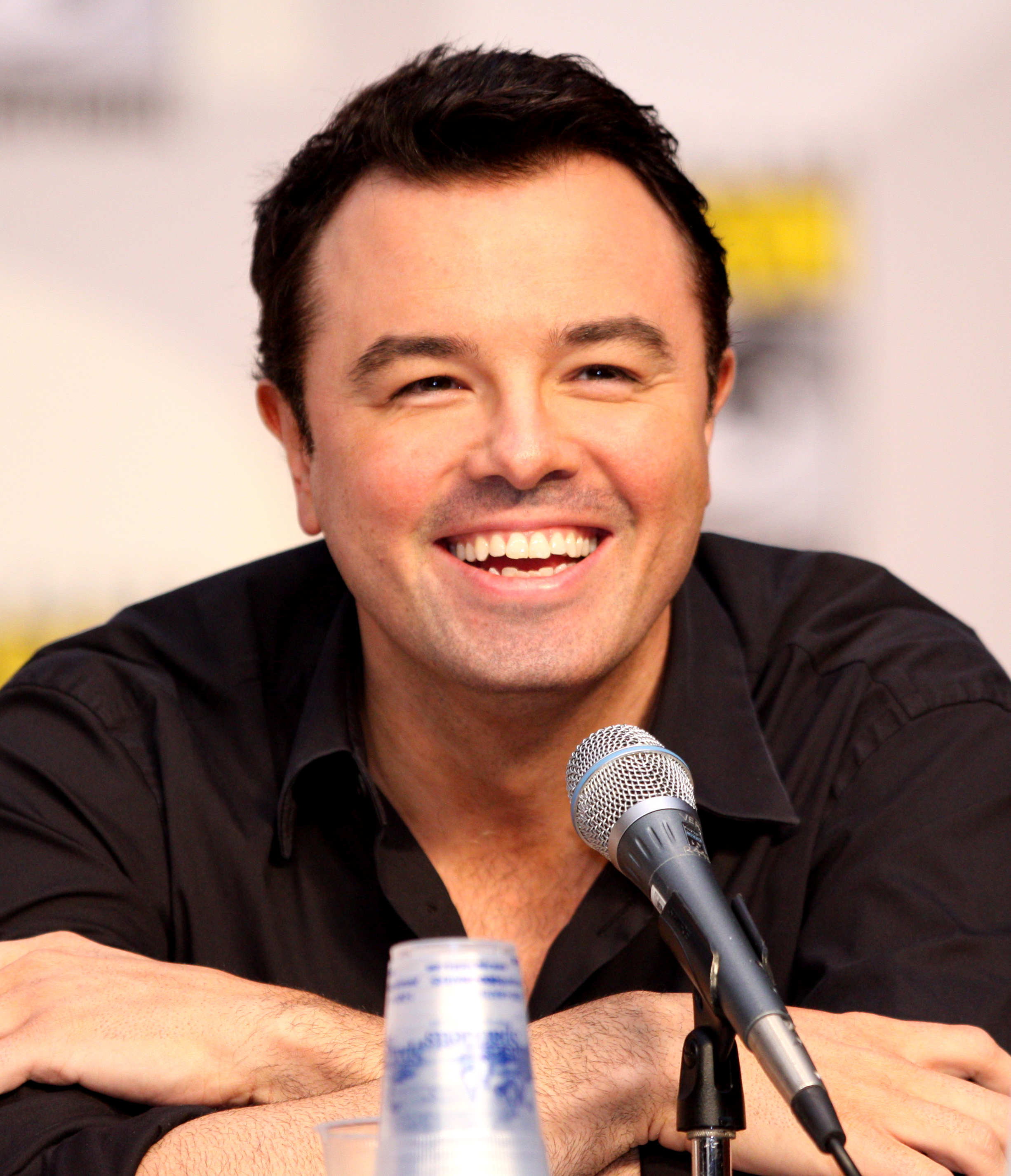
Seth MacFarlane, coproducteur de la série.

Seth MacFarlane est présenté à Druyan par Tyson lors du lancement du Science & Entertainment Exchange (en) en 2008, une branche de la National Academy of Sciences située à Los Angeles et visant à lier des écrivains et réalisateurs de Hollywood avec des scientifiques. Un an plus tard, lors d'un repas à New York avec Tyson, MacFarlane est mis au courant d'une nouvelle série Cosmos. Marqué par la série originale lorsqu'il était enfant, MacFarlane se joint au projet et met en contact Druyan avec la direction de la programmation de Fox, Peter Rice et Kevin Reilly (en), et appuie fortement le projet.
En juin 2012, MacFarlane accorde des fonds pour que quelque 800 boîtes d'archives personnelles de Sagan soient données à la Bibliothèque du Congrès.
Au début des années 2020, la série est disponible en français sur Disney+.

## Concept
Dans une entrevue donnée à Point of Inquiry, Tyson parle de la volonté des créateurs de la série de saisir l'« esprit de la série originale », qu'il décrit comme composé de « thèmes édifiants qui ont amené des gens à l'action,. »
Dans une entrevue donnée à Skepticality (en), Druyan affirme que l'écriture a été influencée par des thèmes tels l'émerveillement et le scepticisme. « Pour que ça soit présenté dans notre émission, il faut que ça vous touche. C'est toujours de la bonne science rigoureuse — on ne fait pas de concessions là-dessus —, mais ça doit être bien équilibré entre la part du scepticisme et celle de l'émerveillement,. »
Dans une autre entrevue, accordée à Big Picture Science (en), Tyson mesure le succès de la série originale à l'augmentation de la programmation scientifique depuis la diffusion de cette dernière. « La tâche de la nouvelle génération de Cosmos est légèrement différente parce qu'elle n'a pas à enseigner la science. Il y a beaucoup d'enseignement de la science dans le Cosmos original, mais ce n'est pas ce dont vous vous rappelez le plus. Ce que les gens retiennent le plus de la série originale, c'est l'effort de présenter la science d'une manière qui fait sens pour vous, qui influence votre conduite comme citoyen du pays et du monde — surtout du monde —,. » Tyson affirme que la nouvelle série présentera du nouveau matériel et des mises à jour de la série originale, mais qu'elle axera surtout sur les « besoins de la population d'aujourd'hui. » « Nous voulons créer une émission qui n'est pas seulement une suite de la première, mais qui soulève des enjeux de notre époque,. » Tyson considère que de récents succès d'émission à saveur scientifique telles The Big Bang Theory et CSI: Crime Scene Investigation, ainsi que de films tels Gravity, montre que « la science est devenue grand public » et que le nouveau Cosmos « se retrouvera en terrain très fertile,. »
Tyson discute également du rapport amour-haine des téléspectateurs avec le vaisseau spatial de l'imaginaire (Spaceship of the Imagination). Il affirme que les auteurs ont travaillé sur des « véhicules narratifs » (vehicles of storytelling), certains semblables à la série originale et d'autres nouveaux, qui bénéficieront d'effets spéciaux au goût du jour. Ainsi, selon MacFarlane, le nouveau vaisseau spatial a été conçu pour être « atemporel et très simple », utilisant le plafond pour projeter les événements futurs et le plancher pour ceux du passé, permettant à Tyson, comme animateur, d'« amener [le spectateur] aux endroits qu'il décrit,. »
Les animations ont été réalisées par une équipe montée par MacFarlane et comprenant Kara Vallow (en) ainsi que le studio de Los Angeles Six Point Harness (en).

## Épisodes
1. La voie lactée (Standing Up in the Milky Way)
2. Les molécules en action (Some of the Things That Molecules Do)
3. La connaissance contre la peur (When Knowledge Conquered Fear)
4. Un ciel peuplé d'esprits (A Sky Full of Ghosts)
5. Caché dans la lumière (Hiding in the Light)
6. Toujours plus en profondeur (Deeper, Deeper, Deeper Still)
7. Au commencement (The Clean Room)
8. Les sœurs du soleil (Sisters of the Sun)
9. Les mondes perdus de la planète terre (The Lost Worlds of Planet Earth)
10. Le premier génie (The Electric Boy)
11. Les immortels (The Immortals)
12. Un monde libéré (The World Set Free)
13. Les prémices de la connaissance (Unafraid of the Dark)

| N° | Titre                                                                   | Diffusion     |
| --- | ----------------------------------------------------------------------- | ------------- |
| 1 | La voie lactée (Standing Up in the Milky Way)                           | 9 mars 2014   |
| L'astrophysicien Neil deGrasse Tyson positionne notre « adresse cosmique » en faisant un voyage à travers le Système solaire et l'univers observable. Il présente ensuite la vision de Giordano Bruno, percevant l'Univers comme étant sans limites d'espace et de temps en une adaptation animée de la Gravure sur bois de Flammarion. Il explore par la suite le calendrier cosmique, qui remonte jusqu'à l'aube du Big Bang et se termine de nos jours. Tyson termine l'épisode en racontant comment il a rencontré Carl Sagan, animateur de la première série Cosmos. L'épisode comprend une brève introduction faite par le président des États-Unis Barack Obama qui décrit le « goût de la découverte » (spirit of discovery) que la série désire susciter chez les téléspectateurs. |                                                                         |               |
| 2 | Les molécules en action (Some of the Things That Molecules Do)          | 16 mars 2014  |
| L'épisode aborde la sélection artificielle, en prenant pour exemple le chien, et la sélection naturelle, en prenant pour exemple l'ours polaire, l'œil, etc. L'épisode présente la vie comme entièrement liée en décrivant l'ADN, les mutations et le développement de l'arbre phylogénétique. Les extinctions massives sont également abordées à l'aide d'un concept de Halls of Extinction. |                                                                         |               |
| 3 | La connaissance contre la peur (When Knowledge Conquered Fear)          | 23 mars 2014  |
| L'épisode aborde la transformation de la vision du monde engendrée par la découverte de la gravitation. La description qu'elle fait du mouvement des astres du Système solaire, y compris celui des comètes, dont certaines effectuent des passages réguliers qui peuvent être prédits avec une grande précision par la gravitation, permet à l'humanité d'envisager d'autres explications sur le mouvement des corps que celles impliquant l’intervention de forces divines. Tyson décrit ainsi les travaux de chercheurs tels Jan Oort, Edmund Halley, Robert Hooke et Isaac Newton. Il décrit l'influence, au XVIIIe siècle, de la toute nouvelle Royal Society, portée par la devise Nullius in verba. Grâce à la gravitation, les scientifiques peuvent désormais faire des prédictions du futur avec une précision inégalée par les autres disciplines. L'émission se termine sur une autre prédiction faite par la gravitation : la collision entre Andromède et la Voie lactée. |                                                                         |               |
| 4 | Un ciel peuplé d'esprits (A Sky Full of Ghosts)                         | 30 mars 2014  |
| L'épisode débute sur une animation présentant William Herschel (voix de Patrick Stewart) et son jeune fils John marchant ensemble. William décrit la nature des astres qu'il observe à son fils, affirmant que plus ces derniers sont lointains, plus on les voit tels qu'ils étaient dans le passé (en raison de la lenteur de la lumière ). Tyson présente la progression de la compréhension de la lumière à travers les travaux d'Isaac Newton, William Herschel, Michael Faraday et James Clerk Maxwell, qui ont mené à la théorie de la relativité d'Albert Einstein, où ce dernier affirme que la vitesse de la lumière est une constante, que l'espace et le temps ne font qu'un espace-temps et que la gravité peut déformer ce dernier. Tyson aborde par la suite le concept d'étoile à neutrons et de trou noir, où même le vaisseau spatial de l'imaginaire s'aventure difficilement. L'épisode se termine sur John Herschel, qui reprend les travaux de son père sur les astres et développe une autre manière de « voyager dans le temps » en travaillant sur la photographie. |                                                                         |               |
| 5 | Caché dans la lumière (Hiding in the Light)                             | 6 avril 2014  |
| Cet épisode explore la nature de la lumière, notant qu'elle a joué un rôle important dans le progrès scientifique. On présente les premières expériences réalisées par le philosophe chinois Mozi, qui est l'un des premiers à avoir utilisé le principe de la camera obscura. Tyson décrit par la suite les travaux du savant arabe du XIe siècle Ibn al-Haytham. Il est considéré comme l'un des premiers à comprendre la nature de la lumière et de l'optique, menant notamment à la notion de télescope. Tyson aborde alors les travaux d'Isaac Newton sur la nature de la lumière. Ce dernier a notamment utilisé la décomposition de la lumière à travers des prismes pour expliquer des phénomènes comme les arcs-en-ciel. Alors que des expérimentations de William Herschel ont montré qu'il existe de la lumière invisible à l’œil nu, Joseph von Fraunhofer viendrait plus tard découvrir des lacunes dans le spectre de la lumière visible, qui seront nommées raies de Fraunhofer. Faisant des comparaisons avec les ondes sonores, Tyson explique que la lumière possède plusieurs caractéristiques d'une onde. Les raies de Fraunhofer, et de manière plus générale les raies spectrales, seront comprises plus tard comme étant la signature des éléments chimiques qui composent la matière des objets observés. La spectroscopie astronomique permettra ainsi aux astronomes de déduire la composition des planètes, des étoiles, des galaxies et de tous les astres qui interagissent avec la lumière. Tyson affirme que cela a donné naissance à l'astrophysique. Tyson explique par la suite le processus d'émission de la lumière, par le changement d'orbite des électrons. Les atomes (présentés sous la forme du modèle de Bohr) émettent ainsi une lumière précise en fonction de leur configuration. La plus grande partie de la lumière étant invisible à l’œil nu, l'épisode se termine sur l'observation de New York selon différentes longueurs d'onde, chacune accompagnée d'une musique propre. |                                                                         |               |
| 6 | Toujours plus en profondeur (Deeper, Deeper, Deeper Still)              | 13 avril 2014 |
| L'épisode explore l'infiniment petit en se centrant sur la nature particulaire de la matière. Pour ce faire, Tyson emprunte le Ship of imagination et explore une goutte de rosée selon différentes échelles. Sur son chemin, on retrouve notamment le tardigrade, une espèce présentée lors du deuxième épisode et qui a notamment survécu aux cinq dernières extinctions massives. Par la suite, Tyson pénètre à l'intérieur d'une cellule végétale et présente le processus de photosynthèse sous la forme d'une animation d'usine complexe menant ultimement à la création de sucres. Tyson présente ensuite la naissance de l'idée de la nature particulaire de la matière. Il présente d'abord Thalès, considéré comme le premier philosophe qui a remis en cause la nature divine des phénomènes naturels, puis passe ensuite à Démocrite, à qui on attribue la paternité du concept d'atome. L'épisode plonge plus loin vers l'infiniment petit, présentant le noyau atomique, puis les neutrinos, très difficiles à observer (Tyson aborde le sujet en naviguant dans le Super-Kamiokande à bord d'une barque). L'épisode se termine sur l'idée que l'observation du fond cosmologique de neutrinos pourrait repousser la frontière observationnelle des débuts de l'Univers, actuellement délimitée par le fond diffus cosmologique. |                                                                         |               |
| 7 | Au commencement (The Clean Room)                                        | 20 avril 2014 |
| Cet épisode est centré sur la façon dont la science, et en particulier le travail de Clair Patterson, a permis de déterminer l'âge de la Terre ainsi qu'un enjeu de santé publique au milieu du XXe siècle. Tyson commence par décrire la formation de la Terre, résultant de la coalescence de la matière quelques millions d'années après la formation du Soleil. Des scientifiques déterminent que l'âge de la Terre peut être trouvé en évaluant l'âge de débris d'impacts météoritiques, en sachant que ces météorites proviennent d'astéroïdes qui se sont formés en même temps que la Terre, mais qui, contrairement à celle-ci, n'ont pas été modifiés depuis. Pour déterminer l'âge des météorites, il est suggéré d'utiliser la datation uranium-plomb. Cette stratégie est soumise à la fin des années 1940 par le chercheur Harrison Brown à Patterson, alors étudiant. Patterson constate rapidement que ses résultats sont contaminés par le plomb présent dans l'environnement. Il entreprend alors de construire la première salle blanche, un travail qui s'étendra sur plusieurs années. Grâce à sa persévérance, Patterson parvient à estimer l'âge de la Terre à 4,5 milliards d'années, qui demeure la valeur acceptée de nos jours. Tyson poursuit en expliquant que le plomb a été largement exploité par l'humanité à différentes époques (notamment par l'Empire romain) et qu'il est toxique pour l'homme. Les expériences de Patterson l'amènent à enquêter sur les sources de plomb dans l'environnement, notamment dans les profondeurs océaniques et la glace antarctique, démontrant que le plomb en surface est un phénomène récent. Il découvre que cette augmentation est due à l'utilisation du tétraéthylplomb dans l'essence et qu'un puissant lobby est en place pour maintenir cet état de fait. Il s'ensuit une longue lutte contre l'usage du plomb, menant finalement, après plusieurs années, à l'imposition de restrictions gouvernementales sur son utilisation. Tyson conclut en soulignant qu'aujourd'hui encore, le cycle se répète et des travaux de scientifiques alertent l'humanité sur d'autres enjeux cruciaux, travaux qui rencontrent une forte résistance par différents lobbys. |                                                                         |               |
| 8 | Les sœurs du soleil (Sisters of the Sun)                                | 27 avril 2014 |
| Cet épisode donne un aperçu de la composition des étoiles et leur évolution sur des milliards d'années. Tyson décrit comment les civilisations anciennes ont identifié des constellations et groupes d'étoiles, comme les Pléiades, sources de différents mythes et croyances. Tyson décrit par la suite le travail de Edward Charles Pickering et des Harvard Computers, telle Annie Jump Cannon, sur les spectres des étoiles. Il aborde l'histoire de Cecilia Payne-Gaposchkin, l'une des premières astronomes à comprendre que les étoiles sont principalement composées d'hydrogène, ce qui ne sera pas accepté par la communauté scientifique avant un certain temps. Tyson explique ensuite le cycle de vie des étoiles, issues de nuages interstellaires. Il explique que la structure des étoiles dépend de l'équilibre entre les forces de gravité, contracte l'étoile, et les forces nucléaires, qui dilatent cette dernière. Avec le temps, l'équilibre se brise et les étoiles changent de forme en fonction de leur masse. Il parle d'Eta Carinae, qui pourrait devenir une hypernova dans un avenir relativement proche. |                                                                         |               |
| 9 | Les mondes perdus de la planète Terre (The Lost Worlds of Planet Earth) | 4 mai 2014    |
| L'épisode explore la paléogéographie de la Terre sur une période de plusieurs centaines de millions d'années et son impact sur le développement de la vie sur la planète. Tyson commence en expliquant qu'il y a environ 300 millions d'années, lors de la période du Carbonifère, l'atmosphère terrestre avait une plus grande quantité d'oxygène que celle de nos jours, ce qui a permis, notamment, le développement d'insectes géants. Cette surabondance d'oxygène a été engendrée par le règne des arbres, dont la richesse en lignine a permis à la vie de s'élever en hauteur. À l'époque, les arbres n'étaient consommés par aucune espèce et ont contribué, par la sédimentation de plusieurs générations, à la création de charbon. Quelque 50 millions d'années plus tard, lors du Permien, une forte activité volcanique a brûlé la matière carbonée, libérant d'énormes quantités de dioxyde de carbone ainsi que des composés acides, créant une réaction en chaîne qui a engendré un changement climatique significatif menant à l'extinction Permien-Trias, tuant 90 % des espèces de la Terre. « Jamais la vie sur Terre n'est passée aussi proche de disparaître qu'à ce moment ». Tyson aborde ensuite l'histoire de la tectonique des plaques. Il parle d'Abraham Ortelius, qui émet l'hypothèse que les masses continentales auraient pu être connectées par le passé. À partir d'observations de plusieurs similarités entre les espèces, fossiles et marques géologiques de continents éloignés, Alfred Wegener suggère que les continents se déplacent et qu'ils ont déjà été réunis par le passé en un seul, la Pangée. Wegener est ridiculisé par ses pairs, qui préfèrent l'idée dominante de ponts reliant les terres par le passé et ayant été érodés avec le temps. Plus tard, Bruce C. Heezen et Marie Tharp ont établi une carte du fond océanique, révélant notamment la dorsale médio-Atlantique, preuve tangible (en) réhabilitant l'hypothèse de Wegener. Tyson conclut l'épisode en notant comment les masses continentales de la Terre vont continuer à se déplacer pour éventuellement former un nouveau continent unique dans quelques centaines de millions d'années. « Le passé est une autre planète. Le futur est une planète différente également. ». |                                                                         |               |
| 10 | Le premier génie (The Electric Boy)                                     | 11 mai 2014   |
| Cet épisode donne un aperçu de la nature de l'électromagnétisme à travers l'histoire de Michael Faraday. D'origine modeste, Faraday n'a été à l'école que peu de temps au primaire. Esprit curieux et passionné, il a eu sa chance lorsqu'il est devenu secrétaire et assistant de Humphry Davy à la Royal Institution, ce qui lui a permis d'expérimenter divers phénomènes liés à l'électricité. Faraday a ainsi créé les premiers moteur électrique et générateur électrique. Il a également découvert un lien entre l'électricité et le magnétisme, qui sera quantifié plus tard par James Clerk Maxwell. Enfin, et ce malgré la perte progressive de certaines de ses capacités mentales, Faraday a découvert l'influence du magnétisme sur la lumière (effet Faraday). Tyson affirme que les découvertes de Faraday ont influencé drastiquement le mode de vie des humains en leur permettant d'« harnacher les électrons ». |                                                                         |               |
| 11 | Les immortels (The Immortals)                                           | 18 mai 2014   |
| Tyson commence l'épisode en expliquant comment le développement humain de l'écriture a permis de transférer des informations à travers les générations, prenant pour exemple la princesse Enheduanna qui, environ 2 280 ans av. J.-C., serait l'une des premières personnes à avoir signé un texte. L'épisode aborde ensuite l'Épopée de Gilgamesh et de comment une partie de cette dernière a été reproduite 1 000 ans plus tard dans la Bible sous la forme de l'histoire de Noé. Tyson s'interroge ensuite sur l'apparition de la vie sur Terre, abordant l'hypothèse de la panspermie. Il affirme que le passage du Système solaire à travers les différents nuages galactiques au cours de son parcours orbital dans la Voie lactée a possiblement amené la vie autour d'autres étoiles se formant dans ces nuages et qu'un phénomène similaire a peut-être amené la vie à être « ensemencée » un peu partout dans la galaxie. Il s'interroge sur l'espérance de vie d'une civilisation, explorant différentes menaces qui peuvent mener à l'extinction de cette dernière. À la fin de l'épisode, Tyson revient au calendrier cosmique, mais cette fois en s'interrogeant sur les 14 milliards d'années à venir. Il affirme que la science ne peut pas faire de prédiction sur l'évolution future de l'humanité, mais qu'il aime imaginer que cette dernière évoluera vers une espèce ayant augmenté nos forces et diminué nos faiblesses et qu'elle pourra éventuellement quitter la Terre, qui deviendra de plus en plus inhospitalière au fur et à mesure que le Soleil s'approchera de son stade de géante rouge. |                                                                         |               |
| 12 | Un monde libéré (The World Set Free (en))                               | 1er juin 2014 |
| Cet épisode explore l'effet de serre et sa corrélation avec le réchauffement climatique. Il débute en prenant l'exemple de la planète Vénus, qui a peut-être été semblable à la Terre autrefois, mais dont l'effet de serre engendré par une atmosphère très dense et chargée en dioxyde de carbone (CO2) aurait causé l'élévation des températures, l'évaporation des océans et l'augmentation de la température aujourd'hui égale en moyenne à 450 °C, soit suffisamment grande pour y faire fondre le plomb. Tyson précise la faible variation de la quantité de CO2 nécessaire pour engendrer des changements climatiques significatifs (de l'ordre de quelques centaines de ppm) et que cela, conjugué à l'invisibilité de ce gaz, contribue à la sous-estimation de l'effet que peut avoir le dégagement de plusieurs milliards de tonnes de CO2 par l'humanité à chaque année (environ 30 milliards en 2014). Il souligne l'augmentation exponentielle du CO2 dans l'atmosphère terrestre depuis la première révolution industrielle et que l'atmosphère n'a pas eu une telle quantité de CO2 depuis 3 millions d'années. Il affirme que le climat planétaire se réchauffe, soutenant cela à l'aide notamment de données de la NASA. Tyson en profite pour aborder les principales objections climatosceptiques : est-ce que l'ensemble des éruptions volcaniques de la planète n'entraînent pas une augmentation du CO2 plus grande que celles produites par l'humanité ? Non. Selon les plus grandes estimations faites par les scientifiques, elles ne comptent que pour environ 2 % du taux actuel de l'émission humaine. Comment les scientifiques peuvent-ils prédirent les changements climatiques sur les années à venir alors qu'ils n'arrivent pas à prédire la météorologie au-delà de quelques jours ? Parce que la météorologie est évaluée à court terme, influencée par de micro-changements qui la rendent chaotique, alors que le climat est évalué sur des échelles de temps beaucoup plus grandes et que les facteurs qui l'influence sont beaucoup plus restreints et prévisibles. Est-ce que les changements climatiques peuvent être dû à une variation de l'activité solaire ? Non, les mesures faites depuis des dizaines d'années de cette dernière ne montrent pas de variations significatives. Tyson affirme que l'issue est l'énergie solaire et souligne certains efforts effectués à ce niveau à travers l'histoire, comme ceux du scientifique français Augustin Mouchot au XIXe siècle ou de Frank Shuman en 1913. Cependant, en raison de la facilité d'utilisation du charbon et du pétrole, ces inventions ont été ignorées et/ou abandonnées en leur temps. Aujourd'hui, les systèmes d'énergie solaire et éolienne serait en mesure de rassembler suffisamment d'énergie pour subvenir aux besoins de l'humanité. On présente alors une vision du futur de l'humanité où la désertification s'est inversée, où la verdure s'étend sur le Sahara et où les villes possèdent des toits verts et sont construites dans une sorte de symbiose avec la flore. L'épisode se termine sur un extrait du discours We choose to go to the Moon de John F. Kennedy : « Et certains diront « Pourquoi la Lune ? » Pourquoi est-ce notre but ? Ils pourraient aussi bien demander « Pourquoi grimper la plus haute montagne ? » Nous choisissons d'aller sur la Lune ! Nous choisissons d’aller sur la Lune. Nous choisissons d’aller sur la Lune lors de cette décennie et de faire les autres choses aussi, non parce que c’est facile, mais bien parce que c’est difficile. » — John F. Kennedy, We choose to go to the Moon |                                                                         |               |
| 13 | Les prémices de la connaissance (Unafraid of the Dark)                  | 8 juin 2014   |
| « Ce n'est pas grave de ne pas connaître toutes les réponses. Mieux vaut admettre son ignorance que de croire des choses qui peuvent être fausses. Prétendre tout connaître ferme la porte et nous empêche de savoir ce qu'il en est vraiment. » — Neil deGrasse Tyson, Cosmos : A Spacetime Odyssey Tyson commence le dernier épisode en présentant la grande bibliothèque d'Alexandrie comme le premier effort significatif de l'humanité pour se positionner comme citoyenne du cosmos. Il affirme que de nos jours, n'importe qui peut accéder du bout des doigts à une quantité de savoir bien plus grande que celle contenu par cette bibliothèque, qui n'était accessible qu'à une certaine élite qui n'a pas pu prévenir sa destruction. Tyson continue en présentant des cartes du Moyen-Âge présentant le globe terrestre sans le continent des Amériques. Il affirme qu'aujourd'hui, une telle méconnaissance peut sembler risible, mais que les savants de l'époque connaissaient bien mieux la Terre que nous connaissons de nos jours l'Univers. Il illustre cela en racontant l'histoire de la découverte des rayons cosmiques par Victor Hess à l'aide d'un ballon à haute altitude. Tyson parle ensuite de la découverte par Fritz Zwicky de l'origine de certains rayons cosmiques, dont ceux produits par les supernovæ et étoiles à neutrons, ainsi que d'un problème de manque de masse concernant les amas de galaxies. Ce manque de masse a également été observé chez les galaxies par les travaux de Vera Rubin, qui a observé que la rotation des étoiles sur les bords des galaxies est trop grande pour la quantité de masse qu'on y observe. Cela a mené à la découverte de la matière sombre (nommée par Zwicky en 1933). À la fin du XXe siècle, de nouvelles observations ont mené à la découverte de l'accélération de l'expansion de l'Univers, qui serait produite par une sorte d'énergie sombre. Tyson décrit par la suite les découvertes des sondes Voyager et du début de leur voyage interstellaire en dehors de l'héliosphère. Il parle du Voyager Golden Record et de la dernière image envoyée par Voyager 1, suggérée par Carl Sagan et présentant une photographie de la Terre au-delà de l'orbite de Neptune, où elle est Un point bleu pâle. « Regardez encore ce petit point. C'est ici. C'est notre foyer. C'est nous. Sur lui se trouvent tous ceux que vous aimez, tous ceux que vous connaissez, tous ceux dont vous avez entendu parler, tous les êtres humains qui aient jamais vécu. Toute la somme de nos joies et de nos souffrances, des milliers de religions aux convictions assurées, d'idéologies et de doctrines économiques, tous les chasseurs et cueilleurs, tous les héros et tous les lâches, tous les créateurs et destructeurs de civilisations, tous les rois et tous les paysans, tous les jeunes couples d'amoureux, tous les pères et mères, tous les enfants plein d'espoir, les inventeurs et les explorateurs, tous les moralisateurs, tous les politiciens corrompus, toutes les “superstars”, tous les “guides suprêmes”, tous les saints et pécheurs de l'histoire de notre espèce ont vécu ici, sur ce grain de poussière suspendu dans un rayon de soleil. La Terre est une toute petite scène dans une vaste arène cosmique. Songez aux fleuves de sang déversés par tous ces généraux et ces empereurs afin que nimbés de triomphe et de gloire, ils puissent devenir les maîtres temporaires d'une fraction d'un point. Songez aux cruautés sans fin imposées par les habitants d'un recoin de ce pixel sur d'indistincts habitants d'un autre recoin. Comme ils peinent à s'entendre, comme ils sont prompts à s'entretuer, comme leurs haines sont ferventes. Nos postures, notre propre importance imaginée, l'illusion que nous avons quelque position privilégiée dans l'univers, sont mis en question par ce point de lumière pâle. Notre planète est une infime tache solitaire enveloppée par la grande nuit cosmique. Dans notre obscurité - dans toute cette immensité - il n'y a aucun signe qu'une aide viendra d'ailleurs nous sauver de nous-mêmes. La Terre est jusqu'à présent le seul monde connu à abriter la vie. Il n'y a nulle part ailleurs, au moins dans un futur proche, vers où notre espèce pourrait migrer. Visiter, oui. S'installer, pas encore. Que vous le vouliez ou non, pour le moment c'est sur Terre que nous prenons position. On a dit que l'astronomie incite à l'humilité et fortifie le caractère. Il n'y a peut être pas de meilleure démonstration de la folie des idées humaines que cette lointaine image de notre monde minuscule. Pour moi, cela souligne notre responsabilité de cohabiter plus fraternellement les uns avec les autres, et de préserver et chérir le point bleu pâle, la seule maison que nous ayons jamais connue. » — Carl Sagan, Pale Blue Dot: A Vision of the Human Future in Space Tyson termine l'épisode, et la série, sur la progression de la connaissance faite grâce à des chercheurs qui respectent un certain nombre de règles simples telles remettre en question l'argument d'autorité (y compris pour soi-même), penser par soi-même, ne pas s'accrocher à des croyances seulement parce que cela nous plaît, tester et expérimenter les hypothèses et accepter d'abandonner celles qui ne sont pas concluantes, suivre les preuves, peu importe où elles mènent, s'abstenir de juger sans preuve et, surtout, se rappeler que l'on peut avoir tort. « Nous, qui incarnons les yeux et les oreilles, les pensées et les émotions du cosmos, avons commencé à apprendre l'histoire de nos origines - des poussières d'étoiles qui contemplent l'évolution de la matière, retraçant ce long chemin qui nous a mené à la conscience. Nous, et les autres êtres vivants de cette planète, sommes l'héritage de l'évolution cosmique s'étendant sur des milliards d'années. Si nous prenons ce savoir à cœur, si nous arrivons à connaître et à aimer la nature telle qu'elle est réellement, alors nos descendants se rappelleront sûrement de nous comme de bons et forts liens de la chaîne du vivant. Nos enfants continueront cette quête sacrée, nous voyant comme nous voyons ceux qui nous ont précédé, découvrant des merveilles dont nous n'avons jamais rêvées...dans le cosmos. » — Neil DeGrasse Tyson, Cosmos: A Spacetime Oddyssey |                                                                         |               |

## Réception
Cosmos: A Spacetime Odyssey reçoit une métacritique évaluée à 82 % sur un échantillon de 19 critiques.
La série gagne le prix Best Reality Series lors de la 4e cérémonie des Critics' Choice Television Awards, alors que Tyson gagne dans la catégorie Best Reality Host. La série est également nommée dans la catégorie Outstanding Achievement in News and Information lors de la 30e cérémonie des Television Critics Association Awards  ainsi que pour 12 Emmy Awards, dont la catégorie Outstanding Documentary or Nonfiction Series,. Elle gagne les Emmys des catégories Outstanding Writing for Nonfiction Programming, Outstanding Sound Editing for Nonfiction Programming (Single or Multi-Camera). Quant à lui, Silvestri gagne dans les catégories Outstanding Original Main Title Theme Music et Outstanding Music Composition for a Series (Original Dramatic Score).
La série est critiquée par certains chrétiens pour certains points de vue qu'elle présente,,.

## Doublage français
- Benoît Allemane : Neil DeGrasse Tyson
- Laurent Jacquet
- Alexandra Dima
- Stéphane Ronchewski
- Jérôme Frossard
- Alexandre Donders
- Isabelle Miller
- Christophe Seugnet
- Hugues Martel
- Daniel Lafourcade
- Benoit Berthon
- François Montagut
- Fabien Jacquelin